# Parque eólico Delta 3
Parque eólico delta 3
O Complexo Eólico Delta 3 é um conjunto de parques eólicos de produção de energia localizado no Maranhão, na região dos Lençóis Maranhenses, em Barreirinhas e Paulino Neves, e que constitui o maior complexo dessa modalidade energética no estado. O complexo possui uma capacidade conjunta de produção de 221 megawatts.
A primeira a entrar em operação comercial foi a Delta 3 VI, inaugurado em 13 de julho de 2017, e a última foi a de Delta 3 VIII, em 07 de novembro de 2017.

## Capacidade energética
O complexo tem capacidade de gera até 221 MW, divididos nos seguintes parques: Delta 3 I, Delta 3 II,  Delta 3 III,  Delta 3 IV,  Delta 3 V,  Delta 3 VI,  Delta 3 VII e  Delta 3 VIII. Cada um desses parques tem capacidade de 27, 6 MW.
O investimento na construção do complexo foi de R$ 1,5 bilhão, e gera aproximadamente 13 % da energia consumida no estado.
Delta 3 possui 96 aerogeradores, 48 localizados em Barreirinhas e 48 em Paulino Neves.

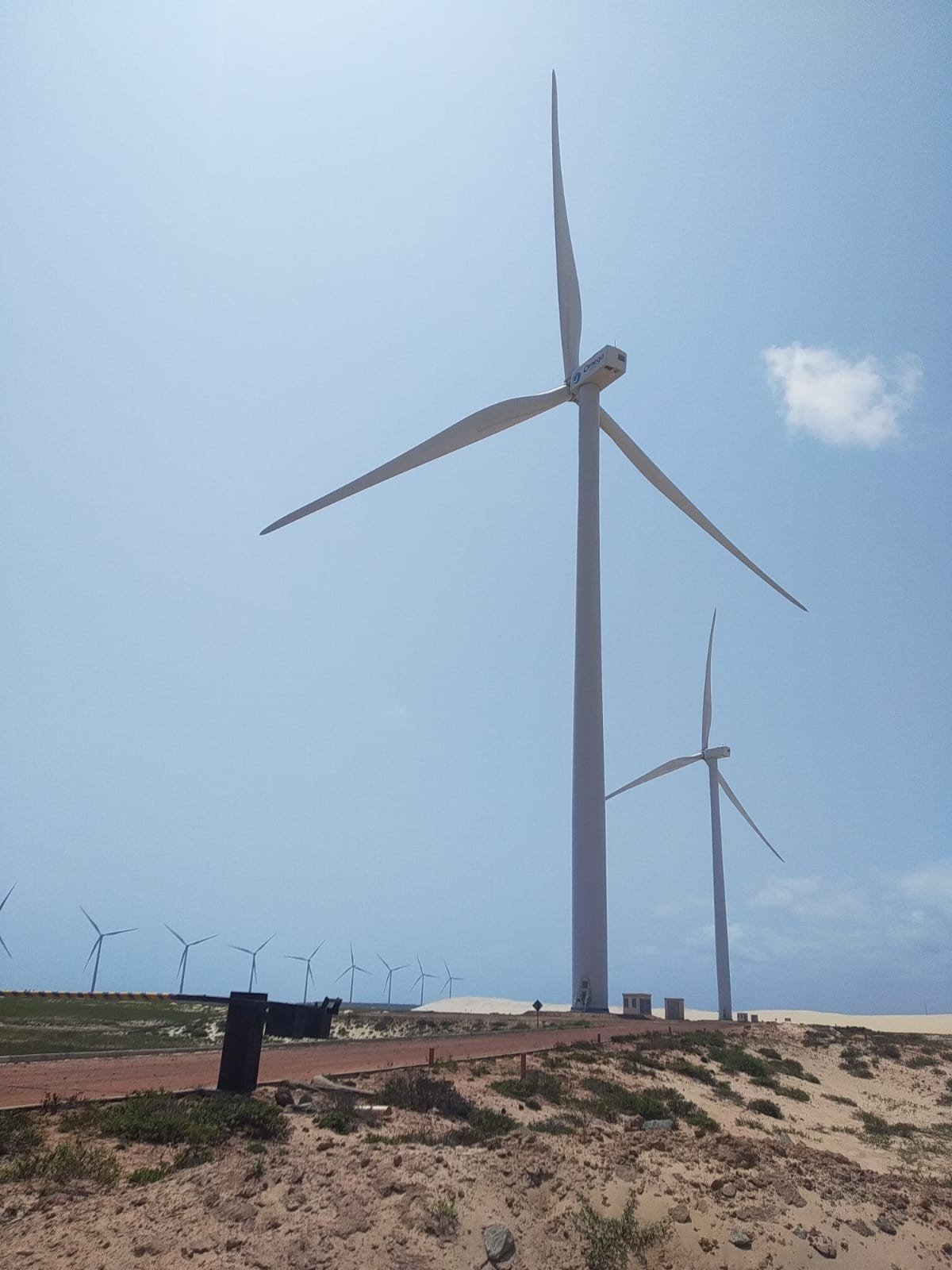
Complexo Eólico em Paulino Neves.

## Propriedade
O complexo pertence ao grupo Omega Energia, que também opera os Complexos de Delta 1 e 2 (localizados em Parnaíba, Piauí), além de estados como Mato Grosso do Sul, Minas Gerais e Rio de Janeiro.

## Novos projetos
Entre dezembro de 2018 e janeiro de 2019, entraram em operação as usinas Delta 5 I (27 MW), Delta 5 II (27 MW), Delta 6 I (24,3 MW) e Delta 6 II (29,7 MW), localizadas em Paulino Neves, totalizando 108 MW de capacidade.
Em outubro e novembro de 2019, entraram em operação as usinas Delta 7 I (27 MW), Delta 7 II (35,1 MW) e Delta 8 I (35,1 MW), em Paulino Neves, acrescentando mais 97 MW de capacidade.